# Athanaric
Athanaric (n. 318 d.Hr. – d. 25 ianuarie 381 d.Hr., Constantinopol, Roma Antică; în limba gotă Athanareiks „regele anului”) a fost un conducător al goților thervingi sau vizigoți. În unele izvoare romane, apare cu titlul de Judex potentissimus. A fost rivalul vizigotului Fritigern (Fritigernus), un judecător și conducător de oști.
Athanaric s-a aflat în fruntea confederației tribale gotice care, în calitate de federați (foederati) ai Imperiului Roman, au colonizat regiunile extracarpatice ale Daciei. Sprijinindu-l pe Procopius împotriva lui Valens (aliat cu Fritigern), este învins de acesta (367-369) la nord de Dunăre. 
Surprins de atacurile hunilor pe Nistrul mijlociu, Athanaric se retrage în anul 376 și ridică un val de pământ de mari proporții (identificat în sudul Moldovei cu valul dintre Ploscuțeni și Siret). Neputând rezista presiunii hunilor, se retrage în zona de curbură a Carpaților Răsăriteni. Lui Athanaric i s-a atribuit Tezaurul de la Pietroasa, descoperit în acea zonă.
În 381, cu puțin timp înainte de moartea sa, Athanaric a fost primul rege barbar care a vizitat capitala Constantinopol. A încheiat un tratat de pace cu noul împărat Teodosie cel Mare (Flavius Theodosius), tratat prin care a obținut pentru vizigoți statutul de aliați oficiali ai imperiului. Astfel, poporul nou colonizat a primit o autonomie cum nu fusese niciodată permisă popoarelor supuse de romani. La câteva săptămâni a survenit decesul regelui vizigot, însă tratatul bilateral a rămas în vigoare până la moartea împăratului Teodosie, în 395.
Pe planul politicii interne, în timpul domniei lui Athanaric, printre vizigoți au apărut tulburări din motive religioase, cauzate de împrejurarea că o parte a populației a fost convertită la arianism. Liderul got Fritigern, dar și împăratul roman Valens erau aderenți ai acestui curent confesional. Continuator al credințelor și tradițiilor germanice păgâne, Athanaric a dispus persecutarea sângeroasă a goților creștini (între victime a fost și martirul Sava Gotul, cunoscut ca „Sfântul mucenic Sava de la Buzău”).